# 韓佽
韓 佽（かん し、生年不詳 - 837年）は、唐代の官僚。字は相之。本貫は京兆府長安県。

## 経歴
京兆尹の韓朝宗（韓思復の子）の孫にあたる。若くして文学の才能があり、性格は素朴でさっぱりしていた。元和初年、進士に及第し、地方の藩鎮に次々と召し出されて官歴を重ねた。襄州従事から長安に召還されて、殿中侍御史に任じられ、刑部員外郎に転じた。澧州刺史として出向した。宰相の牛僧孺が鄂渚に駐屯していたとき、韓佽は従事として召し出された。召還されて刑部郎中に任じられ、京兆少尹に転じ、給事中となった。
大和9年（835年）、韓佽は桂管観察使として出向した。桂管の20州あまりの官吏は参軍から県令まで300人ほどで、吏部の任命する者は11名に過ぎず、他の官吏は観察使の裁量で任用されていた。韓佽が桂管に着任し、官の欠員の補充を求められると、「在任して治績のある者は職務を剥奪されない。過ちのある者は法によって処罰される。欠員は故籍を調べて適任者を取り、その後に任命されるだろう」といった。宦官の春服使がやってくると、桂管の豪家の人々は県令の地位を求めて使者に賄賂を贈った。使者が韓佽に県令の人事を求めると、韓佽はこれを許可した。使者が去ると、韓佽は法を曲げた罪により、豪族たちの背を笞打った。これにより桂管での豪族の収奪は後を絶ち、清廉な官吏により民生が得られるようになった。ほどなく詔により五管都監が置かれると、桂管で徴収される費用では運営に足りなかったので、韓佽は倹約によってこれを捻出した。開成2年（837年）、在官のまま死去した。工部侍郎の位を追贈された。

## 伝記資料
- 『旧唐書』巻101 列伝第51
- 『新唐書』巻118 列伝第43